# Classe J, K et N
Pour les autres classes de navires du même nom, voir classe J et classe K.
La classe J, K et N est une série de 24 destroyers construite pour la Royal Navy et lancée en 1938.

Les navires ont été construits en trois groupes de huit navires : J, K et N. Le numéro de fanion a changé en 1940 de "F" à "G".

## Conception
La conception est une vision plus petite de la classe Tribal. La propulsion est maintenant réalisée par deux chaufferies et la disposition des armes antiaériennes bénéficient d'une meilleure visibilité et de meilleurs arcs de tir.

Les canons de gros calibres sont maintenant jumeaux en tourelles, le reste de l'armement est identique.

Elle bénéficie, dans le cadre de la modernisation de début de guerre, d'un armement antiaérien plus lourd et du retrait des 5 tubes lance-torpilles arrière : un canon antiaérien de 102 mm est installé à leurs places, les mitrailleuses de 12,7 mm devenues inefficaces sont remplacées par plusieurs canons AA Oerlikon de 20 mm. Deux lanceurs de mines anti-sous-marines sont ajoutés à l'ensemble avec aussi un nouveau type de radar.

## Service
Comme ils furent les plus modernes et les plus puissants de la Royal Navy, ils ont été largement déployés durant la Seconde Guerre mondiale, et ont servi sur presque tous les théâtres de guerre. Les pertes ont été lourdes : six du groupe J, six du groupe K et une classe du groupe N.

## Les bâtiments

### Les destroyers du groupe J
| Pennant number | Nom                    | Lancement         | Service effectif  | Chantier naval                                       | Fin de carrière                              | Photo |
| -------------- | ---------------------- | ----------------- | ----------------- | ---------------------------------------------------- | -------------------------------------------- | ----- |
| F00            | HMS Jervis             | 9 septembre 1938  | 12 mai 1939       | Hawthorn Leslie and Company Tyneside                 | vendu pour démolition en 1949                |       |
| F22            | HMS Jackal             | 25 octobre 1938   | 31 mars 1939      | John Brown & Company Clydebank                       | bombardé le 11 mai 1942                      |       |
| F34            | HMS Jaguar             | 22 novembre 1938  | 12 septembre 1939 | William Denny and Brothers Dumbarton (Écosse)        | torpillé le 26 mars 1942                     |       |
| F46            | HMS Juno ex-Jamaica    | 8 décembre 1938   | 25 août 1939      | Fairfield Shipbuilding and Engineering Company Govan | bombardé le 21 mai 1941                      |       |
| F53            | HMS Janus              | 11 octobre 1938   | 5 août 1939       | Swan Hunter Wallsend                                 | torpillé le 23 janvier 1944                  |       |
| F61            | HMS Javelin ex-Kashmir | 21 décembre 1938  | 10 juin 1939      | John Brown & Company Clydebank                       | vendu pour démolition le 11 juin 1949        |       |
| F72            | HMS Jersey             | 26 septembre 1938 | 28 avril 1939     | J. Samuel White Cowes                                | miné le 2 mai 1941                           |       |
| F85            | HMS Jupiter            | 27 octobre 1938   | 25 juin 1939      | Yarrow Shipbuilders Glasgow                          | miné le 27 février 1942                      |       |
| F              | HMS Jubilant           | -                 | -                 | -                                                    | ordonné en mars 1937 annulé en décembre 1937 |       |

### Les destroyers du groupe K
| Pennant number | Nom                    | Lancement       | Service effectif  | Chantier naval                                         | Fin de carrière                       | Photo |
| -------------- | ---------------------- | --------------- | ----------------- | ------------------------------------------------------ | ------------------------------------- | ----- |
| F01            | HMS Kelly              | 25 octobre 1938 | 23 août 1939      | Hawthorn Leslie and Company Hebburn                    | bombardé le 23 mai 1941               |       |
| F28            | HMS Kandahar           | 21 mars 1939    | 10 octobre 1939   | William Denny and Brothers Dumbarton (Écosse)          | miné le 19 décembre 1941              |       |
| F12            | HMS Kashmir ex-Javelin | 4 avril 1939    | 26 octobre 1939   | John I. Thornycroft & Company Woolston                 | coulé le 23 mai 1941                  |       |
| F37            | HMS Kelvin             | 19 janvier 1939 | 27 novembre 1939  | Fairfield Shipbuilding and Engineering Company Glasgow | vendu pour démolition le 6 avril 1949 |       |
| F45            | HMS Khartoum           | 6 février 1939  | 11 juin 1939      | Swan Hunter Tyne and Wear                              | abandonné le 23 juin 1940             |       |
| F50            | HMS Kimberley          | 1er juin 1939   | 21 février 1940   | John I. Thornycroft & Company Woolston                 | démoli en 1949                        |       |
| F64            | HMS Kingston           | 9 janvier 1939  | 14 septembre 1939 | J. Samuel White Cowes                                  | bombardé le 11 avril 1942             |       |
| F91            | HMS Kipling            | 19 janvier 1939 | 12 décembre 1939  | Yarrow Shipbuilders Glasgow                            | coulé le 28 décembre 1941             |       |

### Les destroyers du groupe N
- Marine royale néerlandaise

| Pennant number | Nom                                 | Lancement     | Service effectif | Chantier naval                                | Fin de carrière        | Photo |
| -------------- | ----------------------------------- | ------------- | ---------------- | --------------------------------------------- | ---------------------- | ----- |
| G84            | HNLMS Van Galen ex-HMS Noble        | 17 avril 1941 | 20 février 1942  | William Denny and Brothers Dumbarton (Écosse) | démoli en février 1957 |       |
| G16            | HNLMS Tjerk Hiddes ex-HMS Nonpareil | 25 juin 1941  | 12 novembre 1942 | William Denny and Brothers Dumbarton (Écosse) | vendu en 1961          |       |

- Forces armées polonaises

| Pennant number | Nom                       | Lancement  | Service effectif | Chantier naval                 | Fin de carrière                           | Photo |
| -------------- | ------------------------- | ---------- | ---------------- | ------------------------------ | ----------------------------------------- | ----- |
| G65            | ORP Piorun ex-HMS Nerissa | 7 mai 1940 | 12 février 1941  | John Brown & Company Clydebank | retour Royal Navy en 1946, démoli en 1955 |       |

- Marine royale australienne

| Pennant number | Nom                        | Lancement       | Service effectif  | Chantier naval                                         | Fin de carrière                          | Photo |
| -------------- | -------------------------- | --------------- | ----------------- | ------------------------------------------------------ | ---------------------------------------- | ----- |
| G97            | HMAS Napier                | 22 mai 1940     | 28 novembre 1940  | Fairfield Shipbuilding and Engineering Company Glasgow | démoli en 1956                           |       |
| G02            | HMAS Nestor                | 9 juillet 1940  | 3 février 1941    | Fairfield Shipbuilding and Engineering Company Glasgow | bombardé le 16 juin 1942                 |       |
| G38            | HMAS Nizam                 | 17 avril 1941   | 20 février 1942   | John Brown Dumbarton (Écosse)                          | démoli en février 1957                   |       |
| G49            | HMAS Norman                | 30 octobre 1940 | 15 septembre 1941 | John I. Thornycroft & Company Woolston                 | désaffecté en octobre 1956               |       |
| G25            | HMAS Nepal ex-HMS Norseman | 4 décembre 1941 | 29 mai 1942       | John I. Thornycroft & Company Woolston                 | vendu pour démolition le 22 octobre 1955 |       |